# Mulúja
A Mulúja, egyéb átírásokkal: Muluja, Mulujja (arab : وادي ملوية angol/francia: Moulouya) egy folyó Észak-Marokkóban. 
Az Atlasz-hegységben ered, a Középső- és a Magas-Atlasz között és észak-északkelet felé haladva Saïdia mellett a Földközi-tengerbe ömlik. Hossza 520-550 km. Vízszintje erősen ingadozó és felső folyásánál nyáron ki is szárad vádivá válva. 
Bal mellékfolyója a Melloulou, jobb mellékfolyója a Za. 
Városok, amelyeken áthalad: Guercif, Boumia, Missour, Outat El Haj.

## Fordítás
- Ez a szócikk részben vagy egészben  a   Moulouya című német Wikipédia-szócikk fordításán alapul.  Az eredeti cikk szerkesztőit annak laptörténete sorolja fel. Ez a jelzés csupán a megfogalmazás eredetét és a szerzői jogokat jelzi, nem szolgál a cikkben szereplő információk forrásmegjelöléseként.